# 真中朋久
真中 朋久（まなか ともひさ、1964年6月2日 - ）は、歌人、気象予報士。茨城県出身。朝日カルチャーセンター講師、毎日新聞「兵庫文芸」選者。
京都大学理学部卒業、同大学院地球物理学専攻修士課程修了。1991年に「塔」入会、現選者。2002年に第1歌集『雨裂』で第46回現代歌人協会賞を受賞。2010年には第3歌集『重力』で第15回寺山修司短歌賞を受賞。2018年度NHK短歌選者。

## 著書
- 歌集『雨裂』 雁書館、2001年10月
- 歌集『エウラキロン』（塔21世紀叢書 第51篇） 雁書館、2004年7月
- 歌集『重力』（塔21世紀叢書 第135篇） 青磁社、2009年2月（ISBN 978-4861981135）
- 歌集『エフライムの岸』（塔21世紀叢書 第236篇）  青磁社、2013年7月
- 歌集『火光』（塔21世紀叢書 第261篇）  短歌研究社、2015年6月